# Lathridius minutus
Lathridius minutus (лат.) — вид жуков из семейства скрытников (Latridiidae).

## Распространение
Палеарктика и Новый Свет. Встречается в США и Канаде, в странах Европы (в том числе в Швеции, Норвегии, России).
Известно, например, об обитании Lathridius minutus на Южных Оркнейских островах (где он является одним из всего двух известных видов жуков).
Жуков находят в хранящихся продуктах, жилищах людей, птичьих гнёздах.

## Описание
Длина имаго 1,2—2,4 мм. Личинка покрыта волосками.
Питаются нитевидными грибами.